# 랜드 연구소
랜드연구소( - 硏究所, 영어: RAND Corporation)는 미국의 대표적인 싱크탱크 중의 하나이며, RAND는 'Research and Development'를 뜻한다.

## 역사
미국의 방산재벌 맥도넬더글러스의 전신 더글러스 항공이 1948년에 설립했다. 군사문제에 대한 연구에서 세계적으로 권위가 있다. 2008년 예산이 2억3천만 달러에 이르며, 1600명의 직원을 두고 있는 대규모 싱크탱크다.
2008년 12월 26일, 카네기 국제평화재단이 출판하는 포린 폴리시는 전세계 최고의 싱크탱크 순위를 발표했다. 1위 브루킹스 연구소, 2위 미국외교협회(CFR), 3위 카네기 국제평화재단, 4위 랜드연구소, 5위 헤리티지재단을 선정했고, 미국 이외의 싱크탱크로는, 영국의 채텀 하우스, 국제전략문제연구소(IISS), 스웨덴의 스톡홀름국제평화연구소(SIPRI), 중국의 중국사회과학원이 최고로 선정되었다.

## 역할
연구분야는 아동, 가족, 그리고 공동체, 사이버 & 데이터 과학, 교육 및 문해, 에너지 및 환경 건강, 건강보험, 고령화, 국토안보 및 공공안전, 사회 기반 시설 및 교통, 국제 문제 법과 경영, 국가 안보 및 테러리즘, 과학 및 기술, 노동자 및 노동 환경 등 다양한 사회 과학 영역을 아우르고 있다. 국방, 안보, 환경, 보건, 의료 등 여러 분야에 걸쳐 계간지, 연구 보고서, 정책 보고서를 발간하고 있다. 미국 동부에 위치한 브루킹스 연구소, 전략국제연구센터와 달리 미국 서부에 위치한다.